# Kvitskarvhalsen
Kvitskarvhalsen (norwegisch für Weißbergnacken) ist ein vereister Bergsattel im ostantarktischen Königin-Maud-Land. In der Sverdrupfjella liegt er zwischen dem  Krügerberg und der Robinheia.
Entdeckt und erstmals aus der Luft fotografiert wurde er bei der Deutschen Antarktischen Expedition 1938/39 unter der Leitung des Polarforschers Alfred Ritscher. Norwegische Kartographen, die ihn auch benannten, kartierten ihn anhand von Vermessungen und Luftaufnahmen der Norwegisch-Britisch-Schwedischen Antarktisexpedition (1949–1952) und Luftaufnahmen der Dritten Norwegischen Antarktisexpedition (1956–1960) aus den Jahren von 1958 bis 1959.